# Aunay (Voise)
Pour les articles homonymes, voir Auneau.
Pour des articles plus généraux, voir Liste des cours d'eau d'Eure-et-Loir et Réseau hydrographique d'Eure-et-Loir.
L'Aunay est une rivière coulant dans le département français d'Eure-et-Loir, affluent en rive droite de la Voise, sous-affluent du fleuve la Seine par l'Eure.

## Géographie
L'Aunay prend sa source sur la commune d'Aunay-sous-Auneau et se jette dans la Voise en limite des communes d'Auneau, d'Oinville-sous-Auneau et de Levainville.
Son cours est globalement orienté du sud-est au nord-ouest.

### Communes et cantons traversés
De sa source à sa confluence avec la Voise, l'Aunay parcourt 10,9 km et traverse les trois communes suivantes, d'amont en aval, de Aunay-sous-Auneau (source), Auneau, Levainville (confluence).

## Hydrologie
La rivière n'a pas à ce jour de station hydrologique installée sur son cours.